# Szuhakálló
Szuhakálló ist eine ungarische Gemeinde im Kreis Kazincbarcika im Komitat Borsod-Abaúj-Zemplén.

## Geografische Lage
Szuhakálló liegt in Nordungarn, 23 Kilometer nordwestlich des Komitatssitzes Miskolc und 4 Kilometer nordöstlich der Kreisstadt Kazincbarcika an dem Fluss Szuha-patak. Nachbargemeinden im Umkreis von 4 KIlometen sind Múcsony, Rudolftelep, Izsófalva, Kurityán und Sajókaza.

## Geschichte
Im Jahr 1952 kam es im Kohlebergwerk durch einen Wassereinbruch zu einem Unglück, bei dem siebzehn Arbeiter unter der Erde eingeschlossen wurden; drei wurden getötet und die restlichen konnten gerettet werden. Der Unfall wurde 1954 von dem Regisseur Zoltán Fábri unter dem Titel Életjel (Lebenszeichen) verfilmt.

## Sehenswürdigkeiten
- Griechisch-katholische Kirche Szentháromság
- Denkmal für die Opfer der Weltkriege und des Unglücks im Kohlebergwerk von 1952, erschaffen von Éva Varga und Sándor Györfi Jr.

## Verkehr
In Szuhakálló treffen die Landstraßen Nr. 2604, Nr. 2605 und Nr. 2609 aufeinander. Der Bahnhof Szuhakálló-Múcsony liegt an der Eisenbahnstrecke von Kazincbarcika nach Rudabánya, jedoch wurde der Personenverkehr auf dieser Strecke 2007 eingestellt, so dass Reisende den nächstgelegenen Bahnhof in Kazincbarcika nutzen müssen. Es bestehen Busverbindungen in alle umliegenden Gemeinden.